# Црква Свете Елизабете Угарске (Париз)
Црква Свете Елизабете од Угарске (фр. Église Sainte-Élisabeth-de-Hongrie) је римокатоличка парохијска црква која опслужује део верника 3. арондисмана Париза. Црква је посвећена светој Елизабети Угарској  (1207 — 1231) угарској светитељки Католичке цркве, и Девици Марији од Милости. Црква коју је 1646. године осветио кардинал Jean-François Paul de Gondi, прво је била капела манастира монахиња Трећег реда Светог Фрање (од 1646. до 1792.), затим католичка парохијска црква (од 1802.) у округу Темпл и самостанска црква Сувереног Малтешког реда у Паризу (од 1938).

## Положај и заштита
Црква Свете Елизабете од Угарске се налази у 3. арондисману Париза, на адреси 195. Rue du Temple, у близини станице метроа. Са једне стране се граничи са пролазом Свете Елизабете. 
Године 1937. црква је уврштена на списак француских архитектонских споменика као културно добро од историјског значаја.

## Историја
Изградњу барокне цркве  започео је 1628. године мајстор Луис Нобл, након што је Краљица Марија Медичи положила камен темељац. Радови су привремено прекинути, да би 1643. године, били настављени под вођством Мишела Виледоа (1598 — 1667 ), који је градњу цркве завршио три године касније. 
Црква је освећена 14. јула 1646. године од стране Jean-François Paul de Gondi, помоћник надбискупа у Паризу и будућег кардинала, у присуству краљице Ане од Хабзбурга.
Првобитно црква је била манастир фрањевачких терцијарних строгог поштованих часних сестара. Током Француске револуције црква је била ван функције, након што је исповедник сестара Свете Елизабете, Северан Жеро, ухапшен. Он је био је први мученик Кармеа и проглашен је блаженим 1926. Црква је поново отворена за богослужење 1809. године.
У 1937. године црква је проглашен за историјски споменик Француске.
Од 10. до 18. новембра 2007. године у цркви је одржана прослава поводом 800-те. годишњице рођења Свете Елизабете Угарске. Свечаним евхаристијским слављем председавао је кардинал Жан Луи  Туран, а у седишту 3. арондисмана Париза одржано је историјско предавање.

## Изглед
Спољашњост
Црква, оријентисана апсидом на запад, има истакнуту фасаду која је зглобљена на два нивоа хоризонтално прошарана истуреним венцем; са вертикално истакнутим канелираним пиластрима који се смењују са нишама и скулптурама. Горњи ред је тоскански и има две јонске статуе, дело Anatole Célestin Calmels, из 1857. године, и представљају Светог Луја IX (лево) и Свету Еугенију. У горњем нивоу су статуе Свете Елизабете (лево) и Светог Франчесска (десно), дело Јозефа Фелона из  1863. године.
- Спољашњост цркве

Унутрашњост
Унутрашњост цркве има три брода. Централни је покривен сводом у облику крста, а два пролаза подељена су округлим луковима, који леже на великим стубовима, који су ојачани дорским пиластрима. Испод подручја прозора пролази фриз који приказује инструменте Христове муке. Четири масивна стуба са једноставним дорским капителима ограничавају хор од осталог дела. У апсиди је Jean Alaux  осликао сцене поштовања свете Елизабете и њен успон на небо.
Црква је богата сликама и фрескама из средине 19. века, низом средњерељефних дубореза од дрвета с почетка 17. века, који потичу из опатије из Араса. Полихромни прозори датирају из 1820-их. 
- Унутрашњост цркве